# Цфасман, Анатолий Захарович
Анатолий Захарович (Залманович) Цфасман (14 октября 1928, Москва — 18 января 2021, Москва) — советский и российский врач-терапевт и учёный-медик, специалист в области профессиональных заболеваний и железнодорожной медицины.

## Биография
Родился 14 октября 1928 года в Москве. Отец — Залман (Захар) Аронович Цфасман, инженер, двоюродный брат А.Н. Цфасмана. Мать — Вера Алексеевна Червякова, учительница. Бабушка со стороны матери — падчерица Н. Е. Жуковского. В 1953 году Окончил 1-й Московский медицинский институт, затем аспирантуру при кафедре терапии ЦИУВа у члена-корреспондента АМН СССР проф. П. И. Егорова. Там же до 1967 года работал ассистентом. В 1967 году получил степень доктора медицинских наук.
Терапевт широкого профиля. Автор монографий и учебников по кардиологии, пульмонологии, клинической фармакологии, биоритмологии, профессиональной медицине.
С 1967 по 1987 год руководил клиническим отделом НИИ железнодорожной гигиены. В 1987 году в Институте повышения квалификации Министерства путей сообщения основал и возглавил первую кафедру железнодорожной медицины.
Руководил Центром профпатологии и профпригодности ЦКБ № 1 «РЖД» и кафедрой «Железнодорожная медицина» Российской академии путей сообщения.
Один из ответственных редакторов и авторов «Руководства по железнодорожной медицине» (в 3-х томах, 1990—1993 гг.). С 1980 по 1990 год — председатель Московского научного общества геронтологов и гериатров. В 2004 году стал инициатором и организатором 1-й Международной конференции «Актуальные вопросы железнодорожной медицины» в Москве.
Автор 2 книг воспоминаний, нескольких книг размышлений о жизни, каталога своих скульптурных работ.
Умер 18 января 2021 года . Похоронен рядом с родителями и женой на Востряковском кладбище.

### Семья
- Жена — Людмила Григорьевна Рутштейн (1930—2018), врач-дерматолог, кандидат медицинских наук
  - Сын — математик Михаил Цфасман (1954). Четверо внуков, пять правнуков.

## Научная деятельность
Область научных интересов — применение радиоактивных изотопов в клинике, вопросы гериатрии, кардиологии, биоритмологии, железнодорожной медицины и профессиональных болезней. Изучал патогенез и лечение склеротической систолической гипертонии.
Основоположник педагогического направления в железнодорожной медицине и её клинических разделов. Занимался вопросом влияния лекарственных препаратов на безопасность движения.

## Награды и звания
- Генерал-директор 3-го ранга (1987)
- Заслуженный деятель науки Российской Федерации (30 января 1995)
- Академик Российской академии транспорта (1991)
- Медаль «К 850-летию Москвы» (1997)

## Книги

### Медицина
- Радиоактивный иод в диагностике и лечении заболеваний щитовидной железы (совм. с П.И. Егоровым) – Москва: Медгиз, 1962. – 248 с.

- Применение радиоактивного хрома в клинике – Москва: Медицина, 1964. – 136 с.
- Систoлическая гипертoния в вoзрастнoм аспекте (сборник) - Москва: ВНИИЖГ, 1976. –127 с.

- Систолическая гипертония в возрастном и профессиональном аспектах (сборник) -Москва: ВНИИЖГ, 1979. – 119 с.

- Склеротическая систолическая гипертония (сборник) - Москва: ВНИИЖГ, 1976. – 127 с.
- Склеротическая систолическая гипертония - Москва: ВНИИЖГ, 1981. – 88 с.
- Профессиональные аспекты гипертонической болезни (совм. с И. Ф. Старых, Г. Н.Журавлевой, Т. В. Ильиной) – Москва: ВНИИЖГ, 1983. – 94 с.
- Артериальные гипертонии в старших возрастах (совм. с Н. Х. Хамидовым) - Душанбе: Ирфон, 1985. 158 с.
- Систолическая гипертония у людей старших возрастов, Москва: Медицина, М., 1985. –157 с.
- Клинические основы железнодорожной медицины. Т. 1 (совм. с Г.Н. Журавлевой) –Москва: ВИПК МПС, 1990. – 184 с.
- Клинические основы железнодорожной медицины. Т. (совм. с Г.Н. Журавлевой) –Москва: ВИПК МПС, 1992. – 240 с.
- Кардиология – Москва: РАПС, 1998. – 286 с.
- Пульмонология - Москва: РАПС, 2000. – 326 с.
- Профессиональные болезни - Москва: РАПС, 2000. – 336 с.
- Внезапная сердечная смерть – Москва: МЦНМО, 2002. – 248 с.
- Медицинское обеспечение безопасности движения поездов (совм. с М.Ф. Вильком) – Москва: РАПС, 2001. – 272 с.
- История Железнодорожной медицины (совм. с О. Ю. Атьковым) - Москва: Репроцентр М, 2004. – 416 с.
- Антигипертензивные препараты и психофизиологические качества водителей (совм. с О. В. Гутниковой, Е. О. Атьковой) - Москва: Репроцентр М, 2005. – 165 с.
- Профессиональная кардиология – Москва: Репроцентр М, 2007. – 208 с.
- Железнодорожная медицина: энциклопедия - М.: Медицина, 2007. – 1054 с.
- Курс железнодорожной медицины – Москва: Репроцентр М, 2009. – 368 с.
- Профессия и гипертония – Москва: ЭКСМО, 2011. – 192 с.
- Циркадная ритмика артериального давления при измененном суточном ритме жизни - Москва: Репроцентр М, 2011. – 144 с.
- Профессиональная клиническая фармакология - Москва: ЭКСМО, 2011. – 320 с.
- Мелатонин: нормативы при различных суточных режимах, профессиональные аспекты в патологии - Москва: Репроцентр М, 2015. – 64 с.
- Мелатонин и гипертония - Москва: Репроцентр М, 2016. – 124 с.
- Клиническая биоритмология - Москва: Репроцентр М, 2016. – 224 с.
- Профессиональная биоритмология (совм. с О. Ю. Атьковым) – Москва: ЭКСМО, 2019. – 192 с.

### Мемуары
- Из того, что помню – Москва: Торус пресс, 2013. – 352 с.
- Жизнь жены моей Милы (67 лет вместе) – Москва: 2018. – 80 с.
- Задумываюсь (После 80 – ближе к 90) – Москва: КнигИздат, 2019. – 236 с.
- От конца к началу. Том 2 мемуаров – Москва: Филинъ, 2019. – 474 с.

### Искусство
- Каталог–легенды–судьбы. – Москва: Репроцентр М, 2014. – 60 с.
- Дерево и камень Москва: Юстицинформ, 2020. – 120 с.